# Tàngara pitnegra
La tàngara pitnegra (Stilpnia nigrocincta) és un ocell de la família dels tràupids (Thraupidae).

## Hàbitat i distribució
Habita la selva pluvial, vegetació secundària i bosc obert de les terres baixes, des de l'est de Colòmbia i sud de Veneçuela i Guyana, cap al sud, a través de l'est de l'Equador i est del Perú fins al nord i l'est de Bolívia i oest amazònic del Brasil.